# تجشؤ مهني

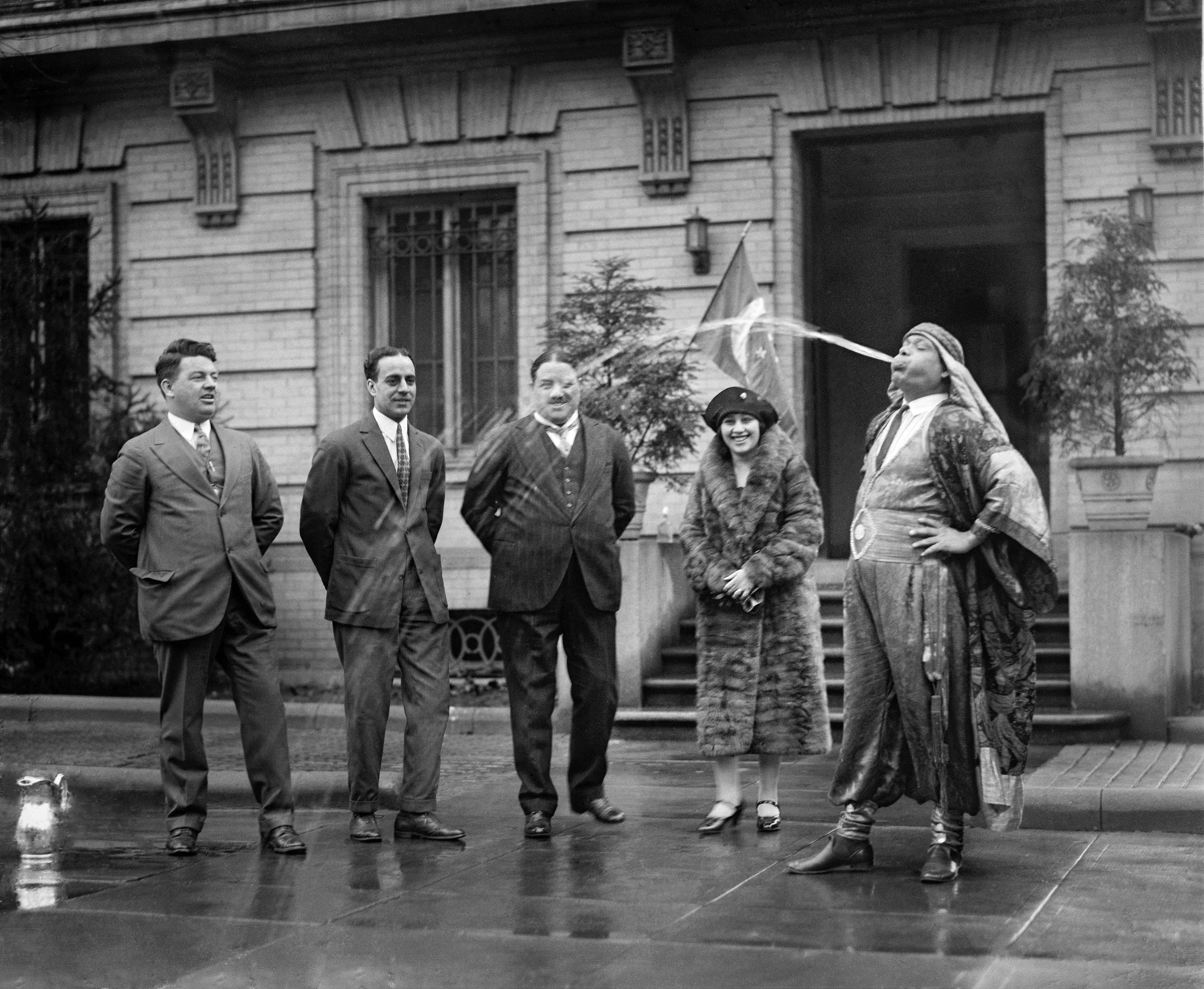
حاج علي، معروف بأعمال التجشؤ العديدة.

التجشؤ المهني، هي عملية تجشؤ متحكم بها، تنتج عن طريق بلع وإخراج مواد مختلفة. قد تتكون هذه المواد من أي شيء، بدءًا من الحيوانات الحية (الأحياء المائية الحية في عروض ماك نورتون؛ والفئران الحية في عروض ذا غريت والدو)، إلى المصابيح الكهربائية وكرات البلياردو عند ستيفي ستار، والكيروسين في حالة الحاج علي. يتضمن هذا الفعل أيضًا رش الماء؛ حيث يشرب المؤدي كمية كبيرة من السوائل ويتقيأها بطريقة خاضعة للرقابة.
يقوم بعض السحرة بإجراء عملية التجشؤ كجزء من أعمالهم السحرية كما في حالة هاري هوديني، ولكن قد يقوم السحرة المحترفون بإجراء عملية التجشؤ بشكل حصري. في بعض الحالات، ينتج جدل حول ما إذا كانت العروض التوضيحية هي نتيجة حقيقية للتجشؤ أم مجرد حيل. على سبيل المثال، عندما قام ستيفي ستار كجزء من أدائه بابتلاع مكعب روبيك غير محلول، ثم قام بإخراج مكعب محلول.

## روابط خارجية
- ستيف ستار في موقع Museumofhoaxes.com
- الحاج علي على موقع www.daminteresting.com